# Rotogravura
Rotogravura é um sistema de impressão no qual a fôrma possui as áreas de grafismo (que serão impressas) encavográficas: isto é, "escavadas" ou num plano inferior às zonas de contra grafismo (áreas que não serão impressas).
Os cilindros ou fôrmas são geralmente metálicos, produzidos a partir de processos de galvanoplastia. A gravação é realizada numa camada de cobre, que é posteriormente cromeada para assegurar a dureza e a durabilidade necessárias à impressão.
O sistema atinge altas velocidades, sendo indicado essencialmente em tiragens médias longas e longas de impressão. Ele também possibilita a impressão em frente e verso, imprime todas as cores em apenas uma passagem e se caracteriza pela impressão sem emendas, diferentemente de outros sistemas analógicos como a impressão offset e a flexografia.
O primeiro projeto de uma máquina com matriz de impressão apresentando o grafismo gravado, foi patenteada em 1784 por Thomas Bell. Porém, o primeiro projeto de um equipamento rotativo de impressão a utilizar deste tipo de processo data de 1860, e deve-se a Karl Klic, que é considerado pai da Rotogravura.
Na Rotogravura, a impressão aplica quantidade de tintas em diferentes partes do impresso. Isso é possível graças à gravação de células em um cilindro revestido com cobre e cromo. A gradação das tonalidades da imagem é determinada pela profundidade das células: as profundas contêm mais tinta, assim imprimem tons mais escuros; as rasas, com menos tinta, resultam em tons mais claros. Depois de ser gravada no cilindro revestido com cobre, a imagem é recoberta com cromo para dar maior durabilidade.

## Principais características
- Quanto à fôrma:

1. grande durabilidade;
2. geometricamente cilíndrica;
3. baixo gravadas (encavográfica);
4. possibilidade de imagens em módulo contínuo;

- Quanto à tinta:

1. líquida;
2. secagem por evaporação de solventes;
3. secagem logo após a impressão;

- Quanto ao suporte:

1. lisos;
2. flexíveis;
3. macios;

- Quanto ao sistema de impressão:

1. direto;
2. alta velocidade de impressão;
3. possibilidade de frente e verso;
4. possibilidade de acoplar corte e vinco ao sistema de saída;
5. imprime todas as cores em uma única passagem de máquina.

## Pré-impressão
O sistema de pré-impressão consiste nas etapas necessárias para confecção dos cilindros de Rotogravura. O cilindro é a unidade básica de impressão, isto é, para cada cor de impressão corresponde um cilindro de Rotogravura. O processo final da pré-impressão é a gravação de cilindros.

## Impressão

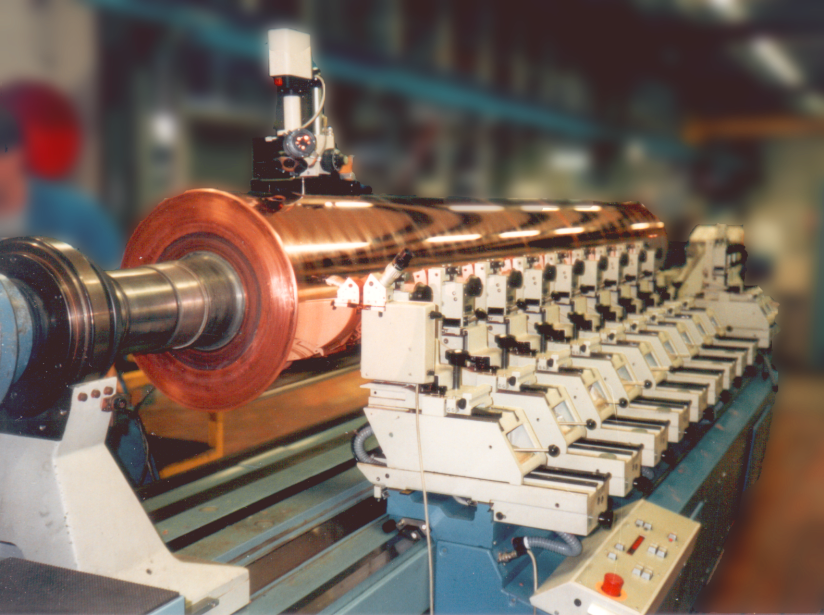
Gravura mecânica de um cilindro hélio

Este tipo de impressão é feito em máquinas rotativas, que podem ser alimentadas por folhas ou por bobinas. A alimentação por folhas é utilizada para pequenas tiragens e reproduz trabalhos de arte. A alimentação por bobinas é projetada para rodar a altíssimas velocidades, sendo ideal para trabalhos de elevada tiragem.
No processo de impressão, o cilindro é instalado na máquina (normalmente com 8 cores) é imerso num tinteiro que contém tintas e solventes de secagem rápida (por evaporação). Uma racle (lâmina raspadora) remove o excesso de tinta, permitindo assim, que apenas a área de grafismo (arte a ser impressa) permaneça com tinta. Isto deve-se ao fato da área de grafismo ser encavográfica (baixo gravada) no caso da Rotogravura. Depois de estar devidamente entintado, o cilindro entra em contato com o papel (plástico, papelão etc.), que em pressão com o cilindro pressor (chamado contra pressão em outros processos) vai imprimir.
A maciez é um atributo importante para que o suporte de impressão seja capaz de retirar integralmente a tinta dos alvéolos ou células gravadas na velocidade do equipamento.

### Vantagens da impressão de rotogravura
- Impressão de alta qualidade e alta tiragem em branco, preto e colorido;
- Qualidade uniforme em toda tiragem;
- Pretos mais ricos e gama mais ampla de tonalidades em relação a todos os outros processos de impressão;
- Mais econômicas nas altas tiragens e altas velocidades. No entanto, com preparação cuidadosa e atenção para os detalhes, as pequenas tiragens podem ser feitas a um custo competitivo;
- As chapas e cilindros, embora durem mais, custam mais que os tipográficos ou em offset.

### Tipos de impresso
Hoje a Rotogravura atua em três campos definidos que são:
1. Editorial;
2. Embalagens;
3. Diversos.

Editoria: A Rotogravura trabalha neste campo mais especificamente no ramo de periódicos (revistas), já que neste tem de cumprir prazos bem restritos.
Embalagens: A grande utilização nas embalagens flexíveis, são compostas de substratos, como por exemplo: celofane, plásticos (polietileno, polipropileno, nylon, poliéster etc.). Neste caso é preciso avaliar que tipo de trabalho será feito, a tiragem, a qualidade do impresso, o tipo do suporte, já que é possível se utilizar de outros processos como por exemplo Flexografia.
Diversos: Neste campo está engajada numa série de trabalhos tais como: Papéis de valores, Papéis de parede, Papéis de presente.

## Curiosidades
A alta tiragem é obtida pelo fato do cilindro de 6 a 10 milhões de impressão contra 1 milhão de fotopolímeros da Flexografia e 500 mil da Offset.
A Rotogravura tem mantido sua cota de mercado (10%), sendo especialmente mais forte nos Estados Unidos e na Alemanha por serem muitos vastos, possuírem muitos consumidores e terem especial necessidade de utilizar embalagens. No Brasil a Rotogravura é representada por exemplo pela Editora Abril, Incoplast Embalagens (empresa do Grupo Copobras S/A), Zaraplast, Inapel, Embalagens Flexíveis Diadema entre outros.